# 早稲田大学大学院アジア太平洋研究科
早稲田大学大学院アジア太平洋研究科（わせだだいがくだいがくいんアジアたいへいようけんきゅうか、英:Graduate School of Asia-Pacific Studies, Waseda University）は、東京都新宿区西早稲田にキャンパスを構える早稲田大学の大学院で、早稲田大学国際学術院に所属する。通称はGSAPS（ジーサップス）。
アジア太平洋を中心とする地域の歴史、政治、経済、産業、経営、社会、文化および国際間の諸問題をグローバルかつ地域的観点から学際的に研究するとともに、躍動するアジア太平洋地域を理解し、この地域の未来を担う専門家、研究者の育成目的とし、新卒者および数年以上の実務経験を有する社会人を対象とした教育を行っている。
修士課程（標準修了年限2年）および博士後期課程（標準修了年限3年）を設置し、修士課程をMAプログラム、博士後期課程をPhDプログラムと呼ぶ。修士課程、博士課程ともに4月、9月の年二回入学を実施している。毎年の課程博士修了者数（博士学位取得者数）は早大文系のトップクラスである。
国際関係大学院協会（APSIA）の准会員として加盟し、国際的なネットワークを有する世界最大規模の国際関係学を専攻とする大学院である。

## 沿革
- 1940年 早稲田大学興亜経済研究所開設（後年、社会科学研究所に改組）
- 1956年 早稲田大学生産研究所開設（後年、システム科学研究所に改組）
- 1997年 早稲田大学社会科学研究所および早稲田大学システム科学研究所を統合し、早稲田大学アジア太平洋研究センター開設
- 1998年 早稲田大学大学院アジア太平洋研究科修士課程国際関係学専攻・国際経営学専攻開設（国際経営学専攻は2006年に商学研究科に移行）
- 2000年 早稲田大学大学院アジア太平洋研究科博士後期課程開設

## 定員・学位
- 修士課程募集定員120名／学年
- 博士後期課程募集定員30名／学年
- 修士課程を修了した者には「修士（国際関係学）」の学位を授与する。
- 博士後期課程を修了した者には「博士（学術）」の学位を授与する。

## キャンパスと施設
本部キャンパス（早稲田キャンパス）の19号館5階～8階に施設を構えている。

## 特徴
- AO（Admissions Office）方式による入学選考を実施している。
- 日本語および英語の2言語による教育・研究体制を敷き、日本語もしくは英語による修士・博士論文執筆を認めており、英語履修のみでの学位取得が可能である。
- 在学生に占める留学生比率は約70%である。
- 4月入学および9月入学が可能で、変則4学期制（春学期／夏学期／秋学期／冬学期で夏と秋は集中科目のみを提供する学期）を敷いている。
- 「地域研究」「国際関係」「国際協力・政策研究」の3つの研究領域において、学外諸アクターと連携して教育・研究を行うトライアングル・メソッドを導入している。
- 「プロジェクト研究」と呼ばれるゼミが設置され、学生はいずれかのゼミに所属する。
- アジア太平洋研究センターにおける研究成果が大学院教育に還元されている。
- 文部科学省によるグローバルCOEプログラム（2007年～2011年度）、国費外国人留学生（研究留学生）の優先配置を行う特別プログラム（2013年度～2018年度）、大学の世界展開力推進事業（キャンパス・アジア）（2011年度～2015年度）に採択されている。
- 文部科学省による「魅力ある大学院教育」イニシアティブ（2005年度～2006年度）、組織的な大学院教育改革推進プログラム（大学院GP）（2008年度～2010年度）に採択された。

## 担当教員とプロジェクト研究

### 地域研究
- 天児慧：中国・アジアにおけるガバナンス（MA） 現代中国論（PhD）
- 青山瑠妙：現代中国外交、現代中国政治
- ファーラー・グラシア：グローバリゼーションと社会文化変容（MA） グローバリゼーションにおける自我、文化、社会（PhD）
- 村嶋英治：東南アジアの政治社会と文化（MA） 東南アジア地域研究（PhD）
- 劉傑：中国近現代史研究（MA）
- ロバーツ・グレンダ・S：アジア太平洋における社会生活（MA） 現代日本社会の研究（PhD）
- 李鍾元：朝鮮半島の政治と外交（MA） 現代朝鮮半島研究（PhD）
- 早瀬晋三：アジア民族史・社会史、国際関係史
- 中嶋聖雄：経済社会学、組織社会学、文化社会学、中国・東アジア社会研究、アジアにおけるクリエイティブ産業
- 見市建：東南アジア現代政治、社会運動、文化・宗教・ジェンダーの政治

### 国際関係研究
- 植木千可子：東アジアの国際関係と安全保障（MA）
- 川村亨夫：APEC地域の国際協力と法（MA） 国際機構と国際協力（PhD）
- 篠原初枝：東アジアとアメリカ、外交政策（MA） 日米関係史、国際関係史（PhD）
- 白石昌也：アジア太平洋地域の国際関係（MA） アジア太平洋地域の国際関係（PhD）
- 山岡道男：アジア太平洋地域の国際交流（MA） アジア太平洋地域の国際協力（PhD）
- 河野真理子：国際法
- 山影進：国際関係理論、比較地域システム論、アジア太平洋国際関係論、人工社会構築論

### 国際協力・政策研究
- 浦田秀次郎：アジア太平洋における国際経済関係（MA） アジア太平洋における国際経済関係（PhD）
- 小尾敏夫：電子政府/CIO（MA） 電子政府／CIO応用研究（PhD）
- 勝間靖：発展途上国における平和・人権と社会開発（MA） 社会開発と国際人権（PhD）
- 黒田一雄：発展途上国における教育開発と国際協力（MA） 比較国際教育政策（PhD）
- 西村正雄：東南アジアの文化遺産と開発（MA）
- 不破信彦：国際経済開発（MA） 開発経済分析（PhD）
- 松岡俊二：グローバル・サステイナビリティと国際開発協力研究（MA） 環境と持続可能な発展（PhD）
- 三友仁志：情報通信技術の利活用における経済性と政策研究（MA）／情報通信経済・ビジネス・政策評価（PhD）

## グローバルCOEプログラム
2007年に文部科学省によるグローバルCOEプログラム「アジア地域統合のための世界的人材育成拠点」（通称GIARI）に選定され、その中心母体が早稲田大学大学院アジア太平洋研究科である。大学院アジア太平洋研究科からは8名の教員が参加しており、「政治統合とアイデンティティ」、「経済統合とサステイナビリティ」、「社会統合とネットワーク」の3つの領域に分けてアジア地域統合・地域協力に関する研究ならびにそのための高度な人材育成を目的としており、研究会、国際シンポジウム、各種プロジェクト、出版事業、アジア地域統合セミナー、サマー・インスティテュート等の教育研究事業を実施している。またヨーロッパのエラスムス・ムンドゥスのパートナー機関の一つともなっている。

## 大学の世界展開力強化事業（キャンパス・アジア構想）
2012年に文部科学省による「大学の世界展開力強化事業のキャンパス・アジア構想」の拠点の一つとして採択された。「アジア地域統合のための東アジア大学院（EAUI）拠点形成構想」を実施し、北京大学（中国）・高麗大学（韓国）・タマサート大学（タイ）・ナンヤン工科大学（シンガポール）の4大学と連携し、前述のGIARIにおける活動を継承し、アジア地域統合のための人材育成を行い、令和2年に東アジア大学院（EAUI）の開設を目指す。修士課程および博士後期課程における5大学間のセメスター交換留学、サマー/ウィンター・スクール、ダブル・ディグリー・プログラム、共同研究を開発・実施する。

## 箇所間協定校

### アジア
- 北京大学国際関係学院（中国）
- 復旦大学国際関係・公共行政学院（中国）
- 上海交通大学国際与公共業務学院（中国）
- ソウル大学校国際地域学科（韓国）
- 高麗大学校国際学大学院（韓国）
- 漢陽大学校亞太地域大学院（韓国）
- 国立台湾大学政治学院（台湾）
- タマサート大学政治学科（タイ）
- チュラーロンコーン大学政治学科（タイ）

### アメリカ
- シラキュース大学マックスウェルスクール（アメリカ）
- ジョージ・ワシントン大学エリオットスクール（アメリカ）
- ハワイ大学マノア校社会科学院（アメリカ）

### ヨーロッパ
- ジュネーヴ国際開発研究大学院（スイス）
- ジュネーヴ大学国際機関MBAプログラム（スイス）
- ロンドン・スクール・オブ・エコノミクス（イギリス）

## アジア太平洋研究センター
1997年に早稲田大学社会科学研究所と早稲田大学システム科学研究所が合併して誕生した早稲田大学の研究センターであり、開設当初、専任教員は全員、この研究センターを本属として研究活動を行い、その研究成果をアジア太平洋研究科に還元して教育活動を行う体制を敷いた。その後、早稲田大学の制度変更により、教員の本属はアジア太平洋研究科となったが、専任教員はアジア太平洋研究センターの兼任研究員でもあり、研究部会の研究活動、科学研究費を用いた研究、早稲田大学が助成する特定課題研究費および個人研究費を用いた研究を実施している。また、アジア太平洋地域とのネットワークを形成し、国内外からの研究員を受け入れ、受託研究や共同研究、公開講座等を行っている。研究成果は、『アジア太平洋討究』にまとめられ、社会に還元されている。

## 原口記念アジア研究基金
2010年に早稲田大学校賓の原口歌氏からの篤志による寄付金をもってインドネシアを中心とする東南アジア研究の発展を図るための研究基金を開設した。アジア太平洋研究センターが基金の事務を司る。インドネシア研究プロジェクト、フィールド・リサーチ補助金制度、「近代日本とアジア」科目の開設等を通じて、東南アジア研究を支えている。
フィールド・リサーチ補助金制度は、東南アジア地域の研究を行う早大の修士・博士課程在学生全員に応募資格がある。毎年2回募集し、25万円の研究費を毎年20人程度に支給している。

## 出身者
- 藤末健三 - 参議院議員、元総務副大臣、元清華大学客員教授、元東京大学工学部助教授
- 山田太郎 - 参議院議員、元日本を元気にする会政策調査会長
- 吉田一郎 - さいたま市議会議員、元香港ビジネスポスト編集長
- 尾関茂雄 - アクシブドットコム創業者・元社長、風俗営業法違反で逮捕
- 島田剛 - 経済学者、明治大学准教授
- 長谷川博和 - 経営学者、早稲田大学教授
- 半井小絵 - 気象予報士、タレント
- 谷沢健一 - 野球選手、早稲田大学客員教授
- 木川瑞季 - オアシスティーラウンジ(春水堂)社長、マッキンゼー元社員、「タピオカブームの火付け人」
- 佐藤知一 - 神奈川県議会議員、元厚木市議会議員（在籍時）